# جدلية الحرب على الإسلام
الحرب على الإسلام هو مصطلح يُستخدّم لوصف جهود متضافرة لإيذاء أو إضعاف أو القضاء على النظام المجتمعي للإسلام باستخدام الوسائل العسكرية والاقتصادية والاجتماعية والثقافية. يُعتقَد أن الجناة في هذه النظرية هم من غير المسلمين وتحديدًا من العالم الغربي و«والمسلمين الكاذبين»، بالتواطؤ مع نشطاء سياسيين في العالم الغربي. على الرغم من أن القصة المعاصرة من «الحرب على الإسلام» تغطي تقريبًا القضايا العامة للتحولات المجتمعية في الحداثة والعلمانية، بالإضافة إلى القضايا العامة لسياسات القوة الدولية بين الدول الحديثة إلا أن الحملات الصليبية غالبًا ما تُروَى على أنها نقطة البدء مزعومة.
استخدِمت هذه العبارة أو عبارات مماثلة من قبل إسلاميين مثل سيد قطب، وآية الله الخميني، وأنور العولقي، وأسامة بن لادن، والمقاتل الشيشاني دوكو عمروف، وأنجم تشودري، والقاتل في حادثة فورت هود 2009 نضال مالك حسن. استخدمتها أيضًا في الدعاية تنظيم القاعدة وتنظيم الدولة الإسلامية في العراق وبلاد الشام (داعش). استُحدِث المصطلح الإنكليزي السياسي «الحرب على الإسلام» في الخطاب الإسلامي في تسعينيات القرن العشرين، ولم يُعمَّم كنظرية مؤامرة إلا بعد عام 2001.
جادل جوناثان شانزر أن عدم الاكتراث الإسلامي التاريخي بالغرب تحوّل إلى «كراهية مقلقة» مع بدء التفوق العسكري الغربي في القرن السابع عشر. على أي حال، مع نهاية حقبة الاستعمار الغربي، لم ينشأ الغضب ضد غير المسلمين والحكومات الدول ذات الأغلبية المسلمة من عدوانية غير المسلمين بل من الإحباط المزعوم الناجم عن الانتهاك الشديد الذي قامت به الثقافة والتقنية والاقتصادات الغربية، ومن التلهف إلى «عودة أيام المجد حين كان الإسلام متفوقًا».

## استخدام المصطلح والمفهوم
أكثر الإسلامويين تأثيرًا من الذين زعموا وجود مؤامرة خبيثة واسعة النطاق ضد النظام المجتمعي للإسلام هم:

### سيد قطب
من خلفية منظمة الإخوان المسلمين وفكرهم، غالبًا ما كان سيد قطب، والذي ربما يُعتبَر أكثر كاتب إسلامي تأثيرًا، يوصف بأنه «الرجل الذي شكلت أفكاره تنظيم القاعدة»، وقال أيضًا أن الغرب لم يكن فقط في صراع مع الإسلام بل يتآمر عليه أيضًا. في كتابه معالم في الطريق (ذا مايلستونز)، الذي نُشِر لأول مرة عام 1964، كتب:
طرق التفكير الغربية... تحمل عداء تجاه الأديان كلها، وتحديدًا عداء كبيرًا تجاه الإسلام. هذا العداء نحو الإسلام واضح بشكل خاص، وهو في كثير من الأوقات نتيجة مخطط مدروس جيدًا هدفه زعزعة أساسات المعتقدات الإسلامية أولًا، ثم هدم بنية المجتمع الإسلامي تدريجيًا.
وصف أوليفييه روا موقف قطب بأنه موقف «كراهية وازدراء راديكالي» للغرب، ويشتكي من أن ميل المسلمين مثل قطب إلى إلقاء اللوم في حدوث المشاكل على المؤامرات الخارجية «يشل الفكر السياسي الإسلامي حاليًا. القول إن كل فشل هو من عمل الشيطان يماثل الطلب من الرب أو من الشيطان نفسه (الذي يمثله الأمريكيون حاليًا) أن يحل مشاكل المرء».
من أوائل الكتب التي تلت قطب، قادة الغرب يقولون: دمروا الإسلام، أبيدوا أهله، وألفه جلال علم، ونُشِر عام 1977.

### آية الله الخميني
آية الله الخميني هو القائد الإسلامي الشيعي للثورة الإيرانية عام 1979، ومؤسس الجمهورية الإسلامية في إيران، ألقى خطابًا دينيًا يقول فيه إن الإمبرياليين الغربيين أو الإمبرياليين الجدد يسعون لجعل المسلمين يعانون، و«لسرقة» مواردهم وثرواتهم الأخرى، وكان عليهم أولًا أن يقللوا من شأن الإسلام لأن الإسلام وقف في طريق هذه السرقة. يدّعي الخميني وجود بعض المؤامرات الغربية المزعومة التي لم تنشأ حديثًا بل عمرها مئات السنوات.
لقد عرف الأوروبيون قوة الإسلام بأنفسهم عندما حكم ذات يوم جزءًا من أوروبا، ويعرفون أن الإسلام الحقيقي يعارض أنشطتهم. (...) منذ البداية، سعوا إلى إزالة هذه العقبة من طريقهم من خلال تحقير الإسلام (...). لقد لجأوا إلى الدعاية الخبيثة (...). عملاء الإمبريالية مشغولون في كل في أرجاء العالم الإسلامي بإبعاد شبابنا عنا بدعايتهم الشريرة. إنهم يدمرون الإسلام! لقد انتشر الوكلاء –كل من الأجانب الذين أرسلهم الإمبرياليون وأبناء البلد الذين يعملون معهم في كل قرية ومنطقة في إيران ويقودون أطفالنا وشبابنا إلى الضلال.